# Sam Rivers

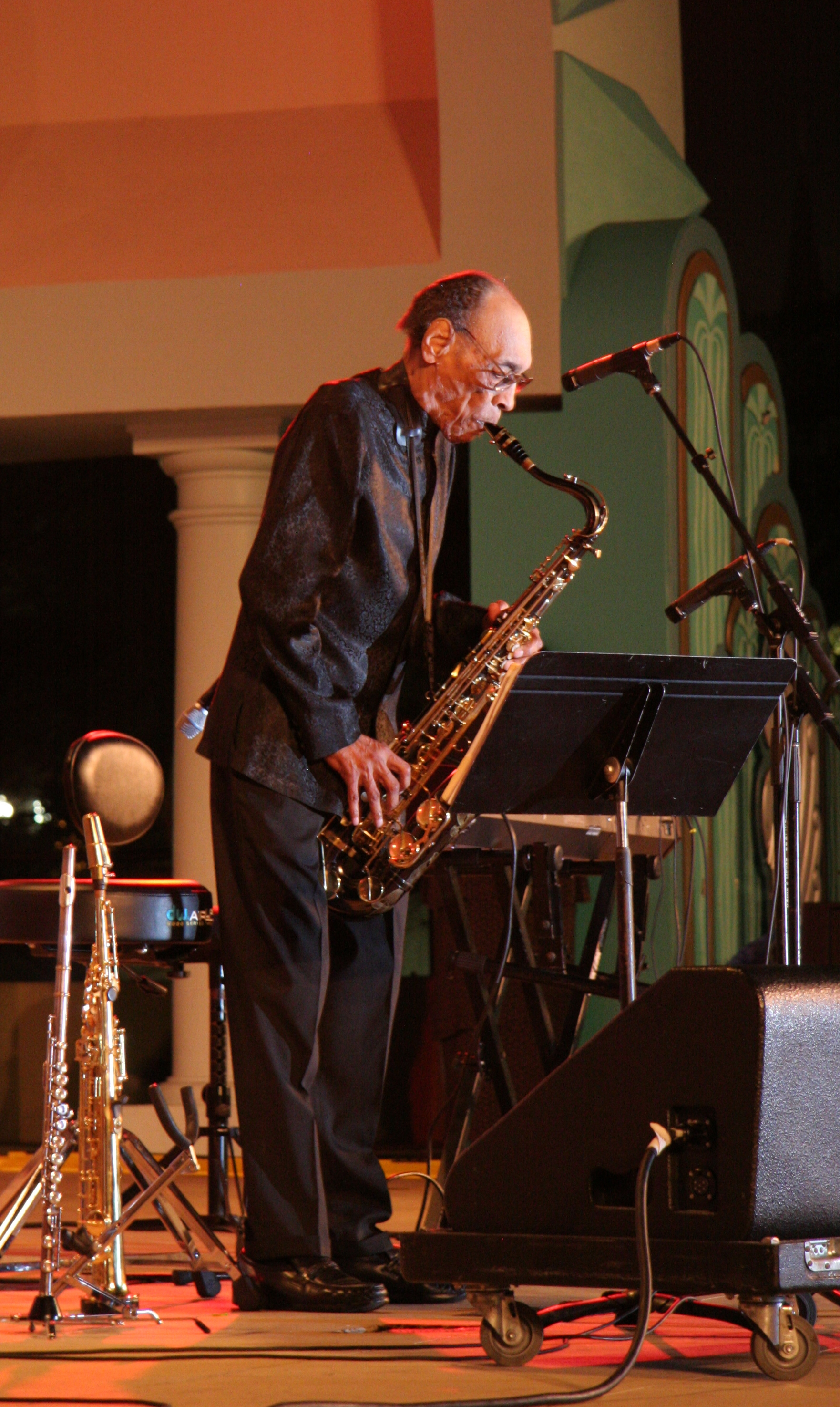
Sam Rivers tijdens een optreden in 2008

Samuel Carthorne Rivers (El Reno, 25 september 1923 – Orlando , 26 december 2011) was een Amerikaanse jazzmuzikant en -componist (avant-gardejazz, free jazz, bebop). Hij speelde sopraansaxofoon, tenorsaxofoon, basklarinet, dwarsfluit, mondharmonica en piano.
Rivers werd geboren in een muzikale familie: zijn opa en ouders waren muzikanten, en twee zussen zouden later ook musiceren. Zijn vader was een gospel-zanger, die had gezongen bij de Fisk Jubilee Singers en het Silverstone Quartet. Op vijfjarige leeftijd begon Sam piano te spelen. Later volgden de viool en altsaxofoon. Op Jarvin Christian College studeerde hij tenorsaxofoon. In 1947 verhuisde hij naar Boston (Massachusetts), waar hij aan het conservatorium compositieleer, viool en altviool studeerde. 's Nachts werkte hij in een bar als saxofonist. Tussen 1955 en 1957 woonde hij in Florida. In die jaren begeleidde hij onder meer Billie Holiday tijdens optredens.

## Blue Note-tijdperk
Rivers' eerste serieuze werk in de jazz was als lid van de legendarische bigband van Herb Pomeroy (onder meer in 1958). Hij kreeg echter pas bekendheid, toen hij in 1964 kort bandlid was van het Miles Davis Quintet. Rivers kwam daar via de jonge drummer Tony Williams, met wie hij sinds 1959 optrad. "Tony liet Miles enkele tapes horen en hij nam me meteen aan. Maar het punt was, dat er al een overeenkomst was tussen Miles en (drummer) Art Blakey. Als (saxofonist) Wayne Shorter weer in de stad was, moest hij verder met Miles en ik met Blakey. Maar dit hadden ze me niet verteld, dus ik ging verder met Andrew Hill", aldus Rivers. Met Miles Davis toerde hij in Amerika en Japan. Van dit kwintet met Sam Rivers zou één plaat worden gemaakt, Miles in Tokyo.
Rivers kreeg een contract met Blue Note Records en maakte voor dit label vier albums, met muzikanten als Jaki Byard, Herbie Hancock en Freddie Hubbard. De eerste plaat voor het label, Fuchsia Swing Song, wordt gezien als een belangrijke plaat vanwege de inside-outside-benadering. Op dit album staat onder meer zijn ballade Beatrice, die voor veel tenorsaxofonisten een 'standard' is. Rivers speelt ook op verschillende Blue Note platen van andere artiesten mee (albums van onder meer Tony Williams en Larry Young).

## Jaren '70 en later
In de jaren zeventig begon Rivers met zijn vrouw Bea een jazzclub in de buurt SoHo in New York, Studio Rivbea geheten. Het zou een beroemde club worden. In de club werden gedurende een week opnames gemaakt van optredens van onder meer Ahmed Abdullah, Anthony Braxton, Oliver Lake, Sunny Murray en Henry Threadgill. De opnames zouden verschijnen op een set platen, Wildflowers. Kort na de release, sloot hij de tent, omdat hij dit soort muzikanten niet langer kon betalen.
In deze jaren maakte hij verschillende platen voor verschillende labels, waaronder Impulse!. Een belangrijk gastoptreden was op Dave Holland's plaat 'Conference of the Birds', naast Anthony Braxton en Barry Altschul. In de jaren tachtig maakte Rivers deel uit van verschillende elektrische kwartetten, met onder anderen de gitarist Ed Cherry. Hij speelde vier jaar met Dizzy Gillespie, in een kleine groep en in diens United Nations Band.
Sinds halverwege de jaren negentig speelde Rivers met een trio met de multi-instrumentalisten Doug Mathews en Anthony Cole. Dit trio vormt ook de kern van de grotere groepen Rivbea All-Star Orchestra en Orlando Orchestra. Met Rivbea All-Star Orchestra nam hij eind jaren negentig twee big band albums op. Er zijn nog opnamen gemaakt in Sonic Cauldron Studios in Florida.

Rivers woonde in Orlando en trad tot zijn dood nog regelmatig op.

## Discografie (selectie)
- Fuchsia Swing Song, Blue Note, 1964
- Contours, Blue Note, 1965
- Dimensions and Extensions, Blue Note, 1967
- Involution, 1967
- Streams, Impulse!, 1973
- Trio Live, 1973
- Hues, 1973
- Crystals, Impulse!, 1974
- Capricorn Rising, 1974
- Sizzle, 1974
- Sam Rivers/Dave Holland vol. 1, I.A.I., 1976
- Sam Rivers/Dave Holland vol. 2, I.A.I., 1976
- The Quest, 1976
- Paragon, 1977
- Waves, Tomato, 1978
- Contrasts, 1979
- Colours (Sam Rivers' Winds of Manhattan), Black Saint (Italië), 1982
- Jazzbühne Berlin '82, 1982
- Lazuli, Timeless, 1989
- Portrait, 1995
- Concept, Rivbea, 1995
- Backgrounds for Improvisors, FMP, 1995
- Configuration, 1996
- Tangens (met Alexander Schlippenbach), FMP, 1997
- Winter Garden, Disques Nato, 1999
- Inspiration (Rivbea All-Star Orchestra), RCA Victor, 1999 (genomineerd voor Grammy)
- Culmination (Rivbea All-Star Orchestra), RCA Victor, 2000 (genomineerd voor Grammy)
- Fluid Motion, Isospin, 2002
- Celebration, Positone-Rhombus, 2003
- Vista (met Adam Rudolph en Harris Eisenstadt), Meta, 2003
- Celebration: Live at the Jazz Bakery in L.A., 2004
- Purple Violets, Stunt, 2005
- Violet Violets, Stunt, 2005
- Aurora (Orlando Orchestra), Rivbea, 2006
- Firestorm, Rivbea, 2007